# Death of an Optimist
Death of an Optimist es el primer álbum de estudio del rapero canadiense-estadounidense Grandson, donde fue lanzado el 4 de diciembre de 2020 a través de Fueled by Ramen.

## Antecedentes
El EP de Benjamin, A Modern Tragedy, Vol. 3 fue lanzado el 13 de septiembre de 2019. Después del lanzamiento del tercer y último EP de la trilogía A Modern Tragedy, Grandson comenzó a trabajar en su primer álbum de estudio.
El álbum se anunció por primera vez el 25 de septiembre de 2020 con el sencillo "Dirty".

## Lista de canciones
Toda la música compuesta por Jordan Edward Benjamin. 
| N.º | Título                               | Duración |  |
| 1.  | «Death of an Optimist // Intro»      | 2:31     |  |
| 2.  | «In Over My Head»                    | 3:18     |  |
| 3.  | «Identity»                           | 3:36     |  |
| 4.  | «Left Behind»                        | 3:25     |  |
| 5.  | «Dirty»                              | 3:28     |  |
| 6.  | «The Ballad of G and X // Interlude» | 2:22     |  |
| 7.  | «We Did It!!!»                       | 2:49     |  |
| 8.  | «WW3»                                | 3:22     |  |
| 9.  | «Riptide»                            | 3:12     |  |
| 10. | «Pain Shopping»                      | 3:17     |  |
| 11. | «Drop Dead»                          | 3:09     |  |
| 12. | «Welcome to Paradise // Outro»       | 3:31     |  |